# 장 1세 드 로렌 공작
장 1세 드 로렌(Jean Ier de Lorraine, 1346년 2월 - 1390년 9월 23일)은 1346년부터 사망할때까지의 로렌 공작이다. 태어난지 6개월 만에 크레시 전투에서 사망한 그의 아버지 라울의 자리를 계승했다. 그의 어머니 마리는 기 1세의 딸이다.
그의 긴 미성년자 기간 동안에 섭정 통치는 그의 어머니와 뷔르템베르크 백작 에버하르트 3세의 손에 있었다. 1353년 12월, 장은 그의 공국을 신성 로마 제국 황제 카를 4세에게 충성을 맹세했고, 그리하여 황제는 모젤 백작령의 제국 중장으로 임명하였다.
장은 드랑 나흐 오스텐과 이에 관련하여 1356년과 1365년에 리투아니아 대공국을 상대로 벌이는 튜튼 기사단의 성전에도 참여했다.
그는 그후 서쪽으로 관심을 돌려 1356년 9월 19일에 벌어진 푸아티에 전투에서 그의 아버지가 크레시에서 그랬던거처럼 장 2세를 도왔고, 전투는 과거에 일어난거처럼 프랑스의 기사들은 잉글랜드의 장궁병들에게 학살당했다. 그러나 아버지와는 다르게 그는 살아남았고 에티엔 마르셀이 일으킨 파리 봉기를 진압한 도팽 샤를을 도와 싸웠다. 그는 1364년 5월 19일 랭스에서 열린 샤를의 대관식에 참여했고, 지난 세기 동안 꾸준히 로렌에 세워온 프랑스와의 관계가 강화되었다.
그는 그의 아버지가 했던거처럼 장 드 몽포르에 맞서 그의 숙부 샤를 드 블루아를 도우러 브르타뉴 계승 전쟁에 참여했다. 1364년 9월 29일에 벌어진 오레 전투에서 존은 반박의 여지가 없는 공작이 되었고 샤를은 전투에서 사망했다. 장과 베르트랑 뒤 게스클랭은 포로로 붙잡혔다.
그는 브레티니 조약으로 상실한 영토 재정복을 벌이는 샤를 5세와 샤를 6세를 계속해서 도왔지만, 그의 생애 말년에는 스스로 프랑스 궁전에서 거리를 멀리했다. 이는 자유 용병단이 그의 영지를 유린하고 부분적으로는 왕실의 관리가 장 (신성 로마 황제의 가신)과 그의 가신들 사이의 관계에 대해 소송을 제기하면서 때문이였다. 결국에는 그는 용담공 필리프와 화해했다. 그럼에도 불구하고 그는 뇌샤토인들에 대한 권력 남용 혐의에서 스스로를 변호하며, 1390년 9월 22일 파리에서 사망했다.
장은 1361년 뷔르템베르크 백작 에버하르트 2세의 딸 소피 (Sophie, 1343년–1369년)와 혼인했다. 그들 사이에 태어난 자식들은 다음과 같다:
- 샤를 (1364년–1431년) - 후계자
- 페리 (1369년–1415년) - 보데몽 백작
- 이자벨 (Isabelle, 1423년 사망) - 쿠시 영주 앙게랑 7세와 혼인